# Concattedrale della Vergine Maria dei Sette Dolori
La concattedrale della Vergine Maria dei Sette Dolori (in slovacco: Konkatedrála Sedembolestnej Panny Márie) è la principale chiesa cattolica della città di Poprad, in Slovacchia. 
Il titolo di "concattedrale" si riferisce al fatto che è la concattedrale della diocesi di Spiš, la seconda chiesa più importante della diocesi dopo la cattedrale di San Martino di Spišská Kapitula.
È stata costruita tra il 1939 e il 1942 su progetto dell'ingegnere Gabriel Schreiber in stile funzionalista. La chiesa è lunga 48 m e larga 22 m. La chiesa fu consacrata l'8 settembre 1942 dal vescovo Ján Vojtaššák; mancavano ancora l'arredamento interno e la torre. Nell'altare maggiore sono poste le statue dei Sette Dolori di Maria Vergine, san Giovanni apostolo e Maria Maddalena. Il Calvario in pietra risale al 1957 e l'organo attuale è stato installato nel 1968.